# 情歌
情歌，即以歌表達愛，被愛，隨戀愛結束而來的痛心，並這一切伴隨的經驗。
情歌跨越各種音樂類別，包括R&B、軟式搖滾、流行音樂、鄉村音樂、爵士樂、藍調、雷鬼音樂、繞舌和重金屬等。

## 歷史
情歌歷史源遠流長，且跨民族跨國界。於現代文化大放異彩，佔一重要席位。
情歌主題隨時代而變，七十年代為「世紀之戀」，八十年代「派對狂熱」，九十年代「暗黑浪漫」，直至無特定主題的新千禧年代。

## 外链
- . Top 40 / Pop. About.com.   [2014-09-09]. （原始内容存档于2016-11-20）.